# جينيفر ماير
جينيفر ماير (بالألمانية: Jennifer Meier)‏ (و. 1981  م) هي لاعبة كرة قدم، من ألمانيا، ولدت في فورمس، تلعب كمُهَاجِمَة.

## روابط خارجية
- جينيفر ماير على موقع قاعدة بيانات كرة القدم.إي يو (الإنجليزية)
- جينيفر ماير على موقع عالم كرة القدم.نت (الإنجليزية)